# Stacie Anaka
Stacie Anaka (5 de septiembre de 1987) es una deportista canadiense que compite en lucha libre. Ganó una medalla de plata en el Campeonato Mundial de Lucha de 2013, en la categoría de 67 kg.

## Palmarés internacional
| Campeonato Mundial | Campeonato Mundial | Campeonato Mundial | Campeonato Mundial |
| Año                | Lugar              | Medalla            | Categoría          |
| ------------------ | ------------------ | ------------------ | ------------------ |
| 2013               | Budapest (Hungría) | Medalla de plata   | 67 kg              |